# Molophilus (Molophilus) debilior
Molophilus (Molophilus) debilior is een tweevleugelige uit de familie steltmuggen (Limoniidae). De soort komt voor in het Neotropisch gebied.